# Argema leto
Argema leto är en fjärilsart som beskrevs av Doubleday 1848. Argema leto ingår i släktet Argema och familjen påfågelsspinnare. Inga underarter finns listade i Catalogue of Life.